# Vogelsauer Treppe

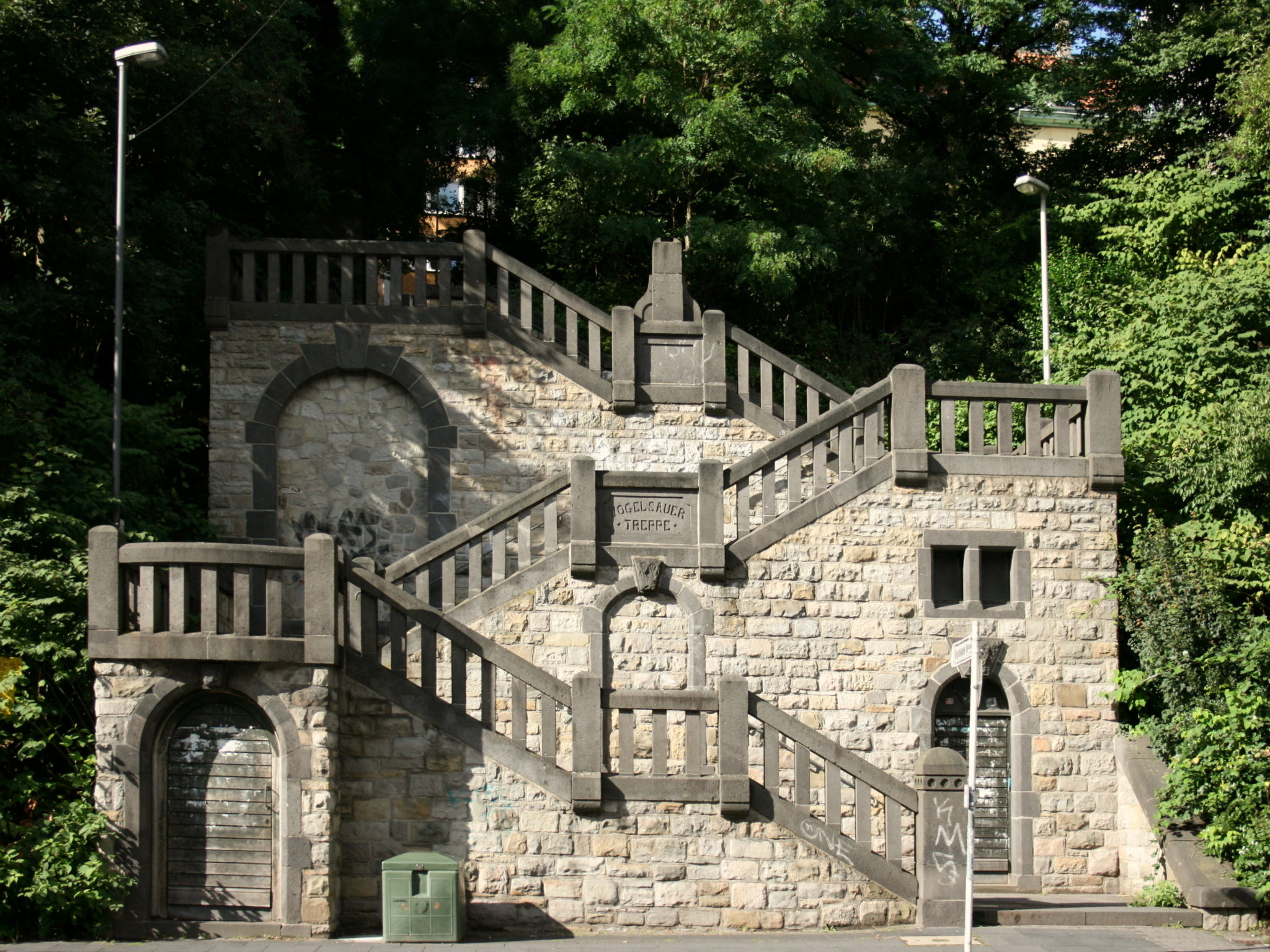
Aufgang der Unteren Vogelsauer Treppe

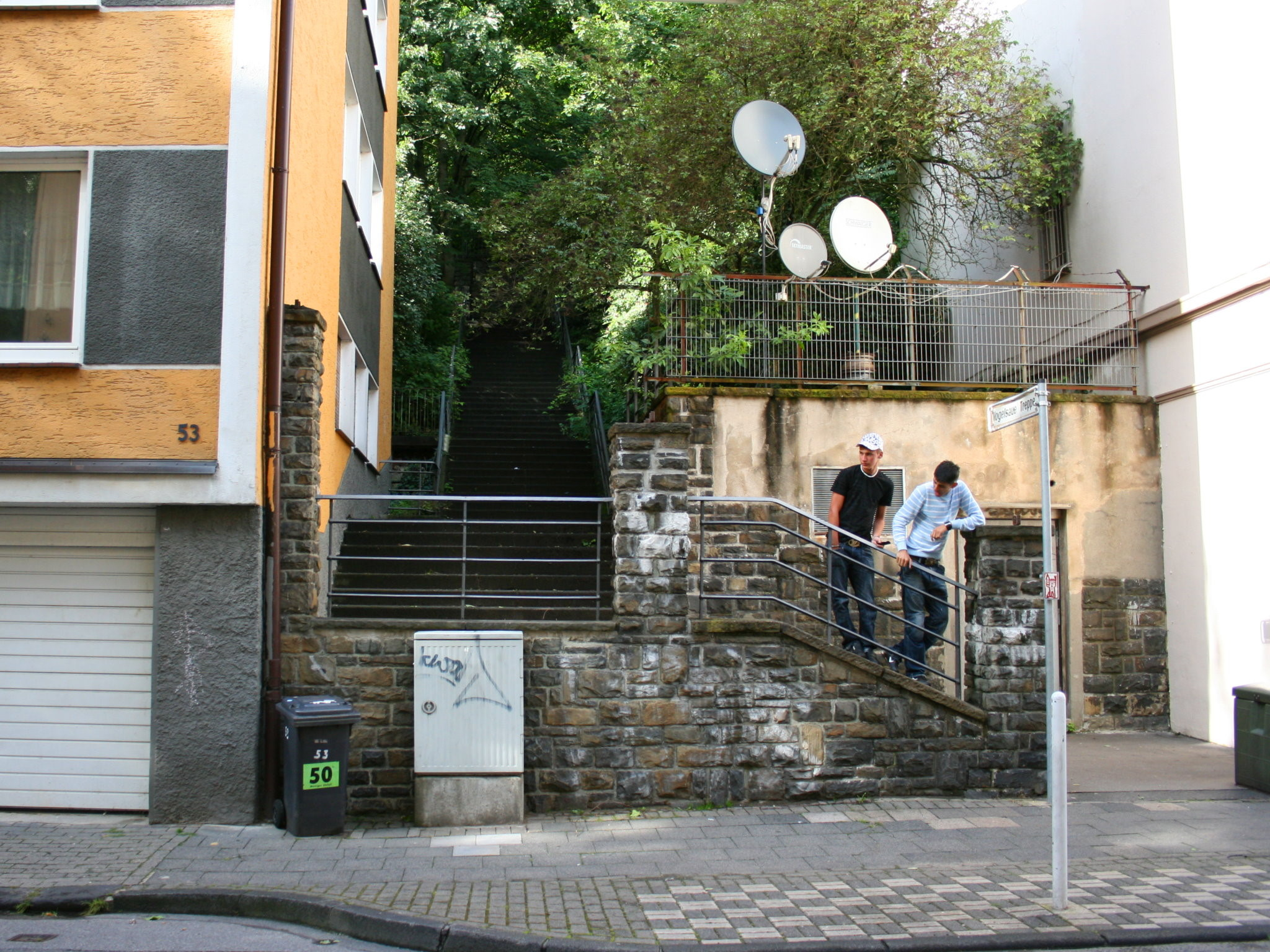
Aufgang der Oberen Vogelsauer Treppe

Die Vogelsauer Treppe ist eine denkmalgeschützte Freitreppe im Wuppertaler Stadtbezirk Elberfeld-West, sie erschließt die Wohnviertel am Hang des Nützenberges mit der im Tal gelegenen Friedrich-Ebert-Straße (Bundesstraße 7). In der Benennung der Vogelsauer Treppe teilt sich die Treppenanlage in einen unteren und in einen oberen Teil auf.
Der 1904 erbaute untere Teil (51° 14′ 57,3″ N, 7° 7′ 14,9″ O) verbindet mit 110 Stufen die Straße Vogelsaue mit der Friedrich-Ebert-Straße in der Höhe der Einmündung der Kabelstraße. Dort in der Nähe befinden sich das Gebäudeensemble der ehemaligen Küpper-Brauerei und das Elberfelder Heizkraftwerk. Sie erhielt am 18. Oktober 1904 ihren Namen.
Der um 1929 gebaute obere Teil (51° 14′ 59,4″ N, 7° 7′ 16″ O) der Treppenanlage verbindet mit 131 Stufen, am Beginn mit einem Versatz von einem Häuserblock nach dem unteren Teil, die Vogelsaue mit der Nützenberger Straße. Hier befindet sich in der Nähe die 1909–11 errichtete Kirche Sankt Joseph.
Der Teil der Anlage an der Friedrich-Ebert-Straße ist besonders repräsentativ mit Stützmauern aus Bruchsteinen und die Einzelstufen, Treppenwangen, Handläufen, Handlaufstützen und Podestpfeilern aus Basaltlava ausgeführt. Ebenso sind die Fenster- und Türgewände der Räumlichkeiten unter den Treppenläufen zwischen den Stützmauern, in denen ein Standabort neben kleineren Raumnischen untergebracht ist, aus Basaltlava. Die Räumlichkeiten sind nicht öffentlich zugänglich.
Die Denkmaleigenschaft der Treppe wurde am 23. Oktober 1985 festgestellt.
Ab 2005 ist die Treppe Teilprojekt „Wegeverbindungen vom Tal auf die Höhen“, sie stellt eine Verbindung vom Tal zum Weyerbuschturm dar.